# Свиридов, Карп Васильевич
Карп Васильевич Свиридов (24 мая 1896, село Чиганак, Саратовская губерния — 4 февраля 1967, Киев) — советский военачальник, генерал-лейтенант танковых войск (7 июня 1943 года). Герой Советского Союза (28 апреля 1945 года).

## Биография
Родился 24 мая 1896 года в селе Чиганак ныне Ртищевского района Саратовской области.

### Первая мировая и гражданская войны
В августе 1915 года был призван в Русскую императорскую армию. Служил в запасном пехотном полку в Златоусте, там окончил учебную команду в 1916 году и произведён в младшие унтер-офицеры. После чего назначен командиром отделения этого полка. В апреле 1917 года был направлен на Северный фронт и в составе 745-го Новоалександрийского пехотного полка 187-й пехотной дивизии 1-й армии принимал участие в боевых действиях на рубеже реки Западная Двина. Был избран солдатами членом полкового солдатского комитета. После Октябрьской революции Свиридов был избран на должность командира пулемётной роты. В апреле 1918 года младший унтер-офицер Свиридов был демобилизован.
В составе первых красногвардейских отрядов принимал участие в боевых действиях против немецких войск под Псковом и Петроградом.
В августе 1918 года вступил в ряды РККА, после чего служил красноармейцем и командиром отделения в составе 2-го стрелкового полка и принимал участие в боевых действиях на Юго-Западном фронте против войск под командованием А. И. Деникина. В ноябре 1918 года попал в плен, откуда в феврале 1919 года бежал и в марте того же года был назначен на должность командира отделения 8-го стрелкового полка 2-й бригады красных коммунаров в Самаре, в феврале 1920 года — на должность помощника командира взвода Уральского отдельного стрелкового батальона на Восточном фронте, а в марте — красноармейцем райвоентрибунала Уральского укреплённого района в Уральске.
В 1920 году вступил в ряды РКП(б).

### Межвоенное время
В декабре 1920 годы Свиридов был направлен на учёбу на 1-е Московские пулемётные курсы, вскоре переименованные в 1-ю Объединённую военную школу имени ВЦИК. Во время учёбы нередко находился на постах № 26 и 27, охраняя кабинет и квартиру В. И. Ленина.
После окончания школы Свиридов в ноябре 1923 года был направлен в 94-й стрелковый полк (32-я стрелковая дивизия, Приволжский военный округ), дислоцированный в Саратове, где служил на должностях помощника командира и командира взвода, помощника командира стрелковой роты, командира пулемётной роты, начальника полковой школы. Избирался депутатом Саратовского городского Совета рабочих, крестьянских и красноармейских депутатов.
В марте 1931 года был назначен на должность начальника штаба 101-го стрелкового полка (34-я стрелковая дивизия), в феврале 1932 года — на должность начальника оперативной части штаба 82-й стрелковой дивизии, в мае 1933 года — на должность командира 182-го стрелкового полка (61-я стрелковая дивизия), а в декабре 1937 года — на должность начальника отдела подготовки комначсостава запаса Приволжского военного округа.
С октября 1938 года временно исполнял должность помощника начальника 2-го отдела штаба Приволжского военного округа, в январе 1939 года был назначен на должность помощника командира 86-й стрелковой дивизии этого же округа, а в том же году — на должность командира 111-й стрелковой дивизии в составе Архангельского военного округа.
В мае 1941 года был направлен на учёбу на курсы усовершенствования высшего начальствующего состава при Военной академии имени М. В. Фрунзе.

### Великая Отечественная война
В июле 1941 года был назначен на должность командира 18-й стрелковой дивизии, ведшей оборонительные боевые действия на Западном фронте, а затем попавшей в окружение, из которого она вышла в августе в составе группы под командованием генерал-лейтенанта И. В. Болдина. После выхода из окружения дивизия была расформирована.
В сентябре был назначен на должность командира 363-й стрелковой дивизии, которая находилась на формировании в составе Уральского военного округа. Вскоре дивизия была включена в состав 30-й армии (Калининский фронт), после чего принимала участие в ходе Калининской оборонительной операции, действуя на ржевском направлении. В ноябре дивизия под командованием Свиридова была передана в состав Западного фронта, после чего принимала участие в ходе Клинско-Солнечногорской и Ржевско-Вяземской наступательных операций. За успешное выполнение заданий командования в этих операциях дивизия была преобразована в 22-ю гвардейскую, а Свиридов был награждён орденом Красного Знамени.
В октябре 1942 года был назначен на должность командира 2-го гвардейского механизированного корпуса (Приволжский военный округ), затем действовавшего на Сталинградском и Южном фронтах. В декабре корпус принимал участие в боевых действиях на котельниковском и тормосинском направлениях, а затем в освобождении городов Новочеркасск и Ростов-на-Дону.
С августа 1943 года корпус участвовал в ходе Донбасской, Мелитопольской, Березнеговато-Снигирёвской и Одесской наступательных операций, в ходе которых отличился при освобождении городов Волноваха, Каховка и Берислав.

Особенно отличился в ходе Березнеговато-Снигирёвской операции 2-й гвардейский механизированный корпус генерал-лейтенанта К. В. Свиридова. 18 марта я направил ему телеграмму, в которой говорилось: « Благодарю за отличную работу. Своё слово сдержали и себя оправдали. Желаю дальнейших успехов. Вместе с военным советом фронта входим с ходатайством о награждении Вас высокой правительственной наградой. Гоните скорее проклятых фашистов из Николаева».
— Василевский А. М. Дело всей жизни. Издание 2-е, доп. — М: Издательство политической литературы, 1975. — С.403.
За отличие при освобождении города Николаев 2-му гвардейскому механизированному корпусу было присвоено почётное наименование «Николаевский», а генерал Свиридов был предоставлен к присвоению звания Героя Советского Союза. Однако командующий фронтом Р. Я. Малиновский понизил статус награды, и Свиридов был награждён орденом Кутузова 1-й степени.
Вскоре корпус принял участие в наступательных операциях по освобождению Венгрии, Австрии и Чехословакии, а также в освобождении городов Будапешт, Тата, Несмей, Дьер, Вена и Брно. За освобождение Будапешта корпусу было присвоено почетное наименование «Будапештский».
Указом Президиума Верховного Совета СССР от 28 апреля 1945 года за умелое командование частями корпуса при взятии Будапешта и Вены и проявленные при этом отвагу и мужество гвардии генерал-лейтенанту танковых войск Карпу Васильевичу Свиридову было присвоено звание Героя Советского Союза с вручением ордена Ленина и медали «Золотая Звезда» (№ 4790).

### Послевоенная карьера

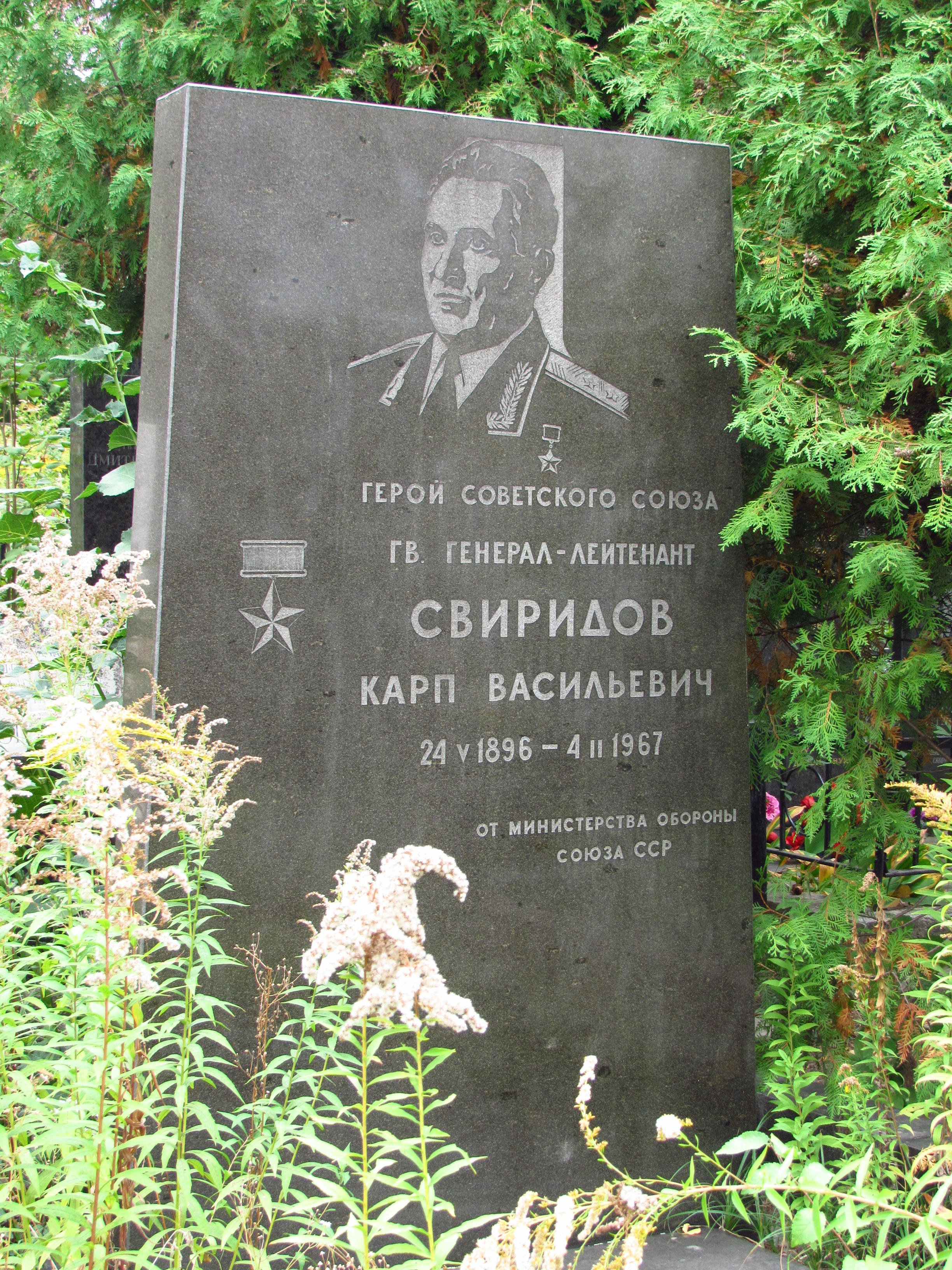
Могила К. В. Свиридова

На Параде Победы 24 июня 1945 года в Москве Карп Свиридов вёл по Красной площади сводный танковый батальон 2-го Украинского фронта.
В ноябре 1945 года корпус был свёрнут во 2-ю гвардейскую механизированную дивизию в составе Южной группы войск.
В мае 1946 года был направлен на учёбу на высшие академические курсы при Высшей военной академии имени К. Е. Ворошилова, после окончания которых в марте 1947 года был назначен на должность помощника командующего 2-й гвардейской механизированной армией по строевой части в составе Группы советских войск в Германии, в апреле 1949 года — на должность заместителя командующего 5-й гвардейской механизированной армией в составе Белорусского военного округа, в июле того же года — на должность командира 13-го стрелкового корпуса в составе Закавказского военного округа, а в январе 1951 года — на должность командира 1-го гвардейского стрелкового корпуса.
С октября 1952 года состоял в распоряжении Главного управления кадров Советской Армии и в январе 1953 года был назначен на должность помощника командующего 6-й гвардейской механизированной армией, а в ноябре 1954 года — на должность начальника отдела боевой подготовки этой же армии.
Генерал-лейтенант танковых войск К. В. Свиридов в декабре 1955 года уволен в запас. Умер 4 февраля 1967 года в Киеве. Похоронен на Байковом кладбище.

## Награды
- медаль «Золотая Звезда» Героя Советского Союза (28.04.1945);
- два ордена Ленина (21.02.1945, 28.04.1945);
- три ордена Красного Знамени (5.05.1942, 3.11.1944, 20.06.1949);
- орден Кутузова 1-й степени (19.03.1944);
- орден Суворова 2-й степени (31.03.1943);
- медали;
- орден Красной Звезды (Венгрия).

## Память
Именем генерала К.В. Свиридова названа улица в поселке Октябрьский (Волгоградская обл.)